# Galerina patagonica
Galerina patagonica är en svampart som beskrevs av Singer 1953. Galerina patagonica ingår i släktet Galerina och familjen Strophariaceae.   Inga underarter finns listade i Catalogue of Life.